# Sauris aroensis
Sauris aroensis là một loài bướm đêm trong họ Geometridae.